# Dragó
|  | Per a altres significats, vegeu «Dragó (desambiguació)». |

Dragó és el nom comú aplicat als rèptils de la família dels gecònids (Gekkonidae), així com moltes altres espècies de rèptil de diferent grups (agàmids, varànids, etc.). El DIEC esmenta les següents accepcions del mot «dragó», referit a animals:
- Rèptil saure de la família dels gecònids.
- Rèptil saure d'altres famílies, com ara els agàmids i els varànids, generalment de mida gran, o bé mitjana, amb crestes i altres replegaments cutanis extensibles.

El mateix DIEC esmenta els següents rèptils, com a portadors del mot «dragó» al seu nom:
- Dragó comú (Tarentola mauritanica) (gecònids).
- Dragó rosat (Hemidactylus turcicus) (gecònids).
- Dragó de Komodo (Varanus komodoensis) (varànids).
- Dragó aquàtic (Physignatus spp.) (agàmids).
- Dragó volador (Draco) (agàmids).

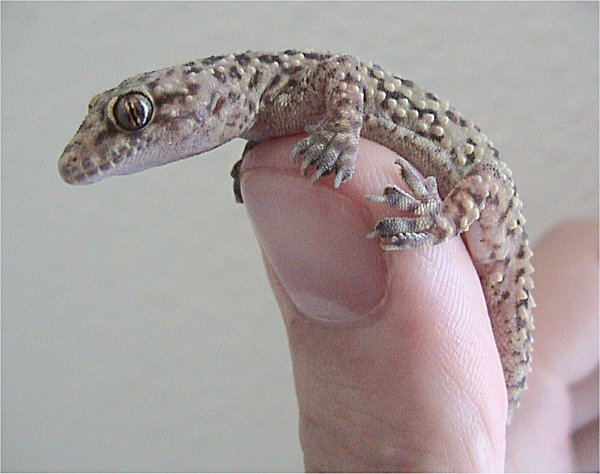
Dragó rosat
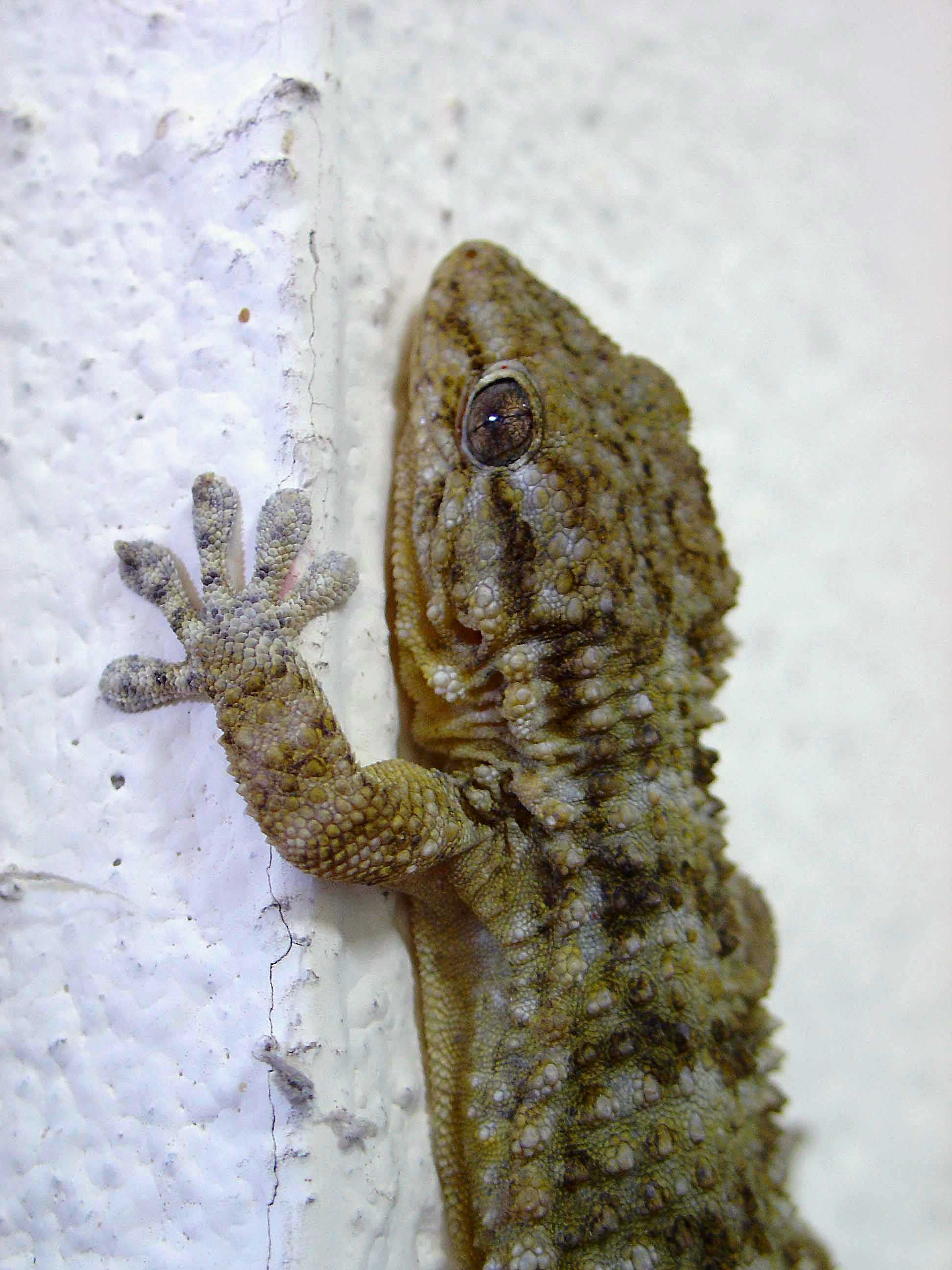
Dragó comú
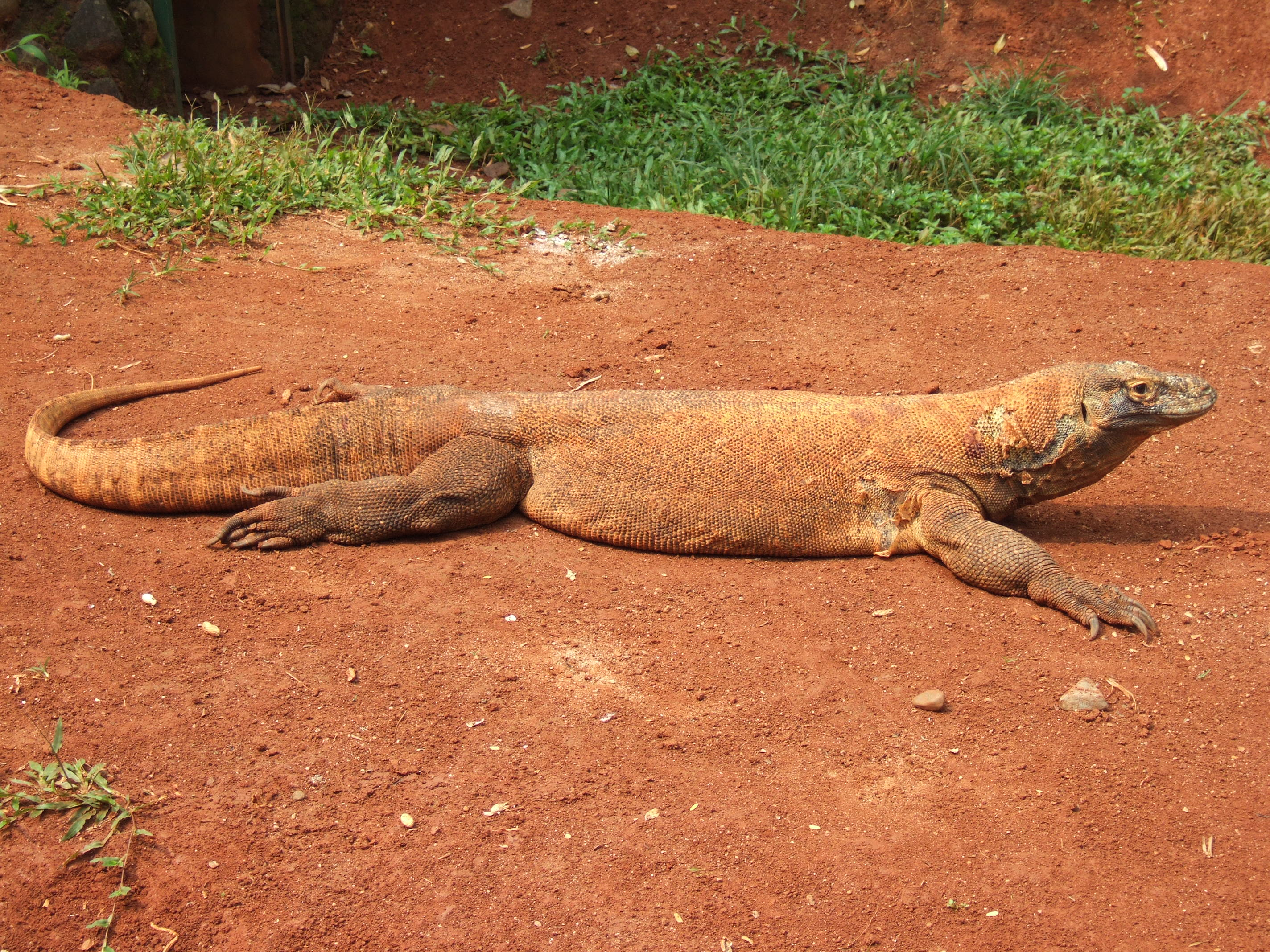
Dragó de Komodo
Dragó volador